# Lloyd Banks
Lloyd Banks (født 30. april 1982 i Queens, New York, USA) er en amerikansk rapper, der kører sit eget solo-projekt, men han rapper også for den amerikanske gruppe G-unit, hvor også 50 cent og Tony Yayo indgår. Young Buck blev smidt ud i starten af 2008.

## Diskografi
Studiealbums
- The Hunger for More (2004)
- Rotten Apple (2006)
- H.F.M. 2 (The Hunger for More 2) (2010)
- The Course of the Inevitable (2021)
- The Course of the Inevitable 2 (2022)
- The Course of the Inevitable III: Pieces of My Pain (2023)

Albums med andre
- Beg for Mercy (med G-Unit) (2003)
- T·O·S (Terminate on Sight) (med G-Unit) (2008)